# Хізанішвілі Нодар Георгійович
Нодар Георгійович Хізанішвілі (груз. ნოდარ ხიზანიშვილი; нар. 31 січня 1953, Батумі, Грузинська РСР, СРСР) — радянський футболіст, що грав на позиції захисника. Заслужений майстер спорту.

## Спортивна кар'єра
Вихованець дитячо-юнацької спортивної школи батумського «Динамо». За основний склад команди виступав протягом трьох сезонів.
Своєю грою привернув увагу керівництва «одноклубників» зі столиці Грузії, до складу якого приєднався 1973 року. Дебютував 19 вересня проти болгарської команди «Славія» (Софія), на 75-й хвилині замінив Вахтанга Челідзе. Матч розіграшу Кубка УЄФА 1973/74 завершився перемогою з рахунком 4:1.
Протягом наступних двох сезонів виступав за дублюючий склад. 1975 року виконав норматив на звання «Майстер спорту» (разом з одноклубниками Учою Кантарія, Вахтангом Корідзе і Теймуразом Есебуа). У складі тбіліської команди перемагав у чемпіонаті і двох кубкових турнірах. Двічі обирався до списку «33 найкращих футболістів» радянського футболу (№ 3 — 1981, 1982).
Вершиною спортивної кар'єри стала перемога у розіграші Кубка володарів кубків 1980/81. Нодар Хізанішвілі відіграв сім матчів: проти грецької «Касторії», ірландського «Вотерфорда», англійського «Вест Гем Юнайтеда», роттердамського «Феєнорда» і в фіналі — проти східнонімецького клубу «Карл Цейс». За єврокубковий трофей десять гравців тбіліського «Динамо» отримали звання «Заслужений майстер спорту», у тому числі і Нодар Хізанішвілі.
У складі першої збірної провів одну гру. 14 квітня 1982 року у Буенос-Айресі радянські футболісти зіграли внічию з господарями поля (рахунок 1:1, відзначилися Рамон Діас і Хорен Оганесян).
Завершив професійну ігрову кар'єру у клубі «Торпедо» (Кутаїсі), за команду якого виступав протягом 1983 року. Всього провів у вищій лізі 166 матчів, у європейських клубних турнірах — 21 поєдинок.
Протягом наступних двох років працював у школі тбіліського «Динамо». В сезоні 1986 — очолював «Локомотив» (Тбілісі). Наступного року входив до тренерського штабу динамівського клубу. Працював в юнацькій збірній Грузії (1993). Був наставником клубів «Самтредія» і «Сіоні».
Батько Зураба Хізанішвілі, гравця «Динамо» (Тбілісі), «Глазго Рейнджерс», «Блекберн Роверз», «Ньюкасл Юнайтед» та інших клубів. У складі збірної Грузії провів 92 матчі (1999—2015).

## Досягнення
- Володар Кубка кубків (1): 1981
- Чемпіон СРСР (1): 1978
- Срібний призер (1): 1977
- Бронзовий призер (3):1976 (весна), 1976 (осінь), 1981
- Володар Кубка СРСР (2): 1976, 1979

## Статистика
Статистика клубних виступів:
| Сезон             | Команда           | Чемпіонат | Чемпіонат | Чемпіонат | Кубок | Кубок | Єврокубки | Єврокубки | Єврокубки |
| Сезон             | Команда           | Л         | І         | Г         | І     | Г     | Т         | І         | Г         |
| ----------------- | ----------------- | --------- | --------- | --------- | ----- | ----- | --------- | --------- | --------- |
| 1971              | «Динамо» Бт       | Д-3       |           | 1         |       |       | —         | —         | —         |
| 1972              | «Динамо» Бт       | Д-3       |           |           |       |       | —         | —         | —         |
| 1973              | «Динамо» Бт       | Д-3       |           |           |       |       | —         | —         | —         |
| 1973              | «Динамо» Тб       | Д-1       | —         | —         | —     | —     | КУ        | 1         | 0         |
| 1974              | «Динамо» Тб       | Д-1       | —         | —         | —     | —     | —         | —         | —         |
| 1975              | «Динамо» Тб       | Д-1       | 17        | 0         | 2     | 0     | —         | —         | —         |
| 1976              | «Динамо» Тб       | Д-1       | 10        | 0         | 4     | 0     | КК        | 4         | 0         |
| 1976              | «Динамо» Тб       | Д-1       | 15        | 0         | 4     | 0     | КК        | 4         | 0         |
| 1977              | «Динамо» Тб       | Д-1       | 22        | 0         | 1     | 0     | —         | —         | —         |
| 1978              | «Динамо» Тб       | Д-1       | 15        | 0         | 5     | 0     | —         | —         | —         |
| 1979              | «Динамо» Тб       | Д-1       | 12        | 0         | 3     | 0     | —         | —         | —         |
| 1980              | «Динамо» Тб       | Д-1       | 10        | 0         | —     | —     | КК        | 3         | 0         |
| 1981              | «Динамо» Тб       | Д-1       | 30        | 0         | 1     | 0     | КК        | 4         | 0         |
| 1981              | «Динамо» Тб       | Д-1       | 30        | 0         | 1     | 0     | КК        | 4         | 0         |
| 1982              | «Динамо» Тб       | Д-1       | 28        | 0         | 2     | 0     | КК        | 4         | 0         |
| 1982              | «Динамо» Тб       | Д-1       | 28        | 0         | 2     | 0     | КУ        | 1         | 1         |
| 1983              | «Торпедо» Кт      | Д-1       | 6         | 0         | 3     | 0     | —         | —         | —         |
| Усього за кар'єру | Усього за кар'єру | Д-1       | 166       | 0         | 21    | 0     | —         | 21        | 1         |
| Усього за кар'єру | Усього за кар'єру | Д-3       |           | 1         | 21    | 0     | —         | 21        | 1         |

Статистика виступів за збірну:
| Дата       | Місто        | Господарі | Результат | Гості | Турнір           | Голи | Примітки |
| ---------- | ------------ | --------- | --------- | ----- | ---------------- | ---- | -------- |
| 14/04/1982 | Буенос-Айрес | Аргентина | 1 – 1     | СРСР  | товариський матч | -    | 82'      |
| Усього     |              | Матчів    | 1         |       | Голів            | 0    |          |